# ایچیبانچو، چیودا، توکیو

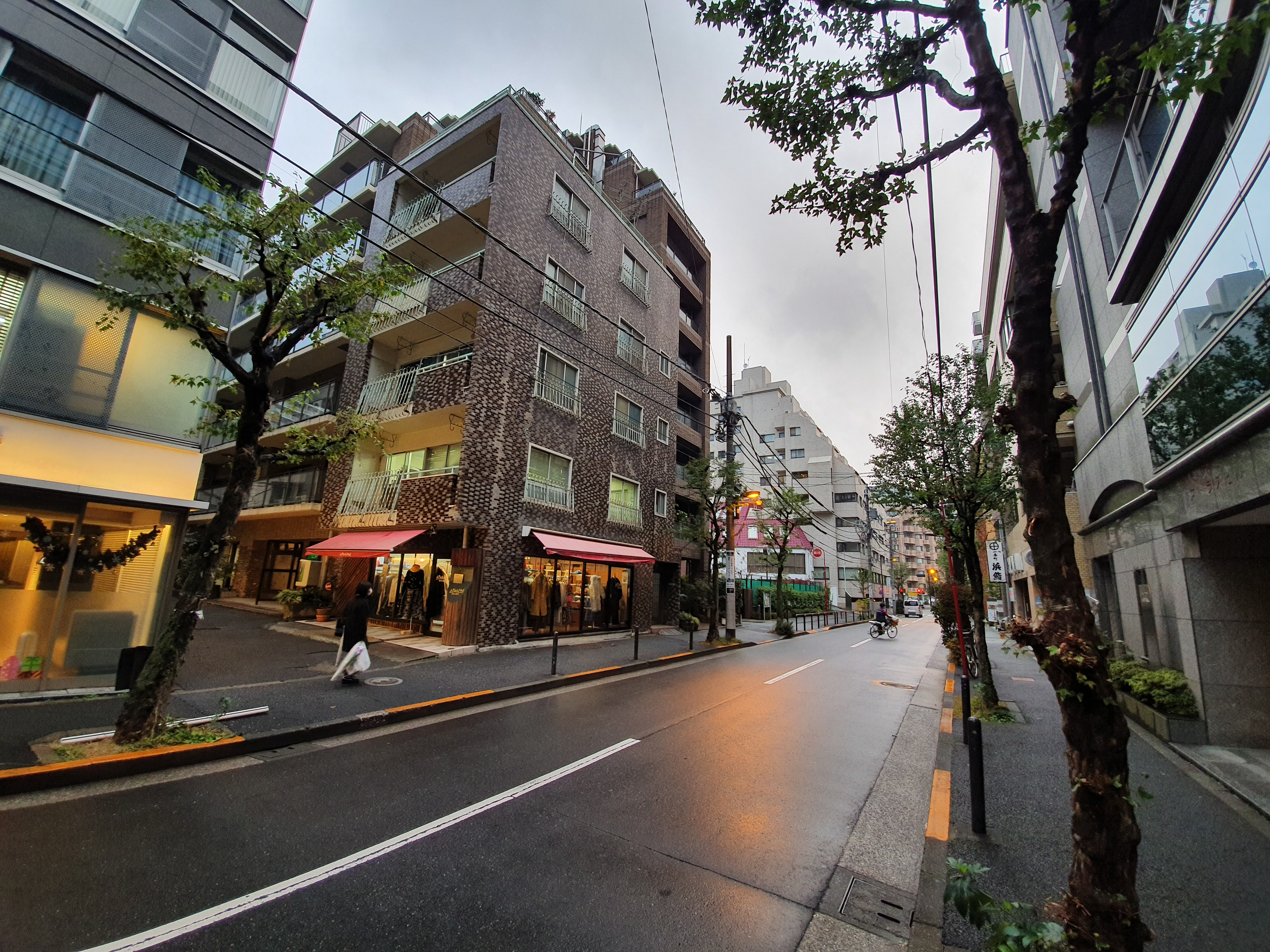
نمایی از منطقهٔ ایچیبانچو، چیودا، توکیو

ایچیبانچو، چیودا، توکیو (به ژاپنی: 一番町 Ichibanchō) یک منطقه مسکونی در چیودا-کو، توکیو در ژاپن است. این منطقه درست در شرق کاخ امپراتوری توکیو قرار گرفته‌است.